# François-Annibal d’Estrées
François-Annibal d’Estrées (ur. 1573, zm. 5 maja 1670 w Paryżu) – francuski dyplomata i wojskowy, marszałek Francji.

## Życiorys
Był synem Antoine’a d’Estrées i bratem Gabrielle d’Estrées, metresy króla Francji Henryka IV. Przeznaczony początkowo do kariery duchownej, wybrał służbę wojskową jako markiz de Cœuvres. Osiągnął rangę generała lejtnanta (lieutenant général), co mniej więcej odpowiada generałowi dywizji.
Za regencji Marii Medycejskiej w 1624 otrzymał naczelne dowództwo wojsk Francji, Wenecji i Sabaudii w celu podboju Valtelliny. W 1626 uzyskał tytuł marszałka Francji. W 1630 bezskutecznie starał się zdobyć Mantuę. Dowodził w 1632 armią Renu i zajął Trewir.
Po zakończeniu służby wojskowej został dyplomatą. Był posłem w Rzymie między 1636 a 1648. Po zakończeniu misji otrzymał od Ludwika XIV tytuł diuka d’Estrées. Następnie był gubernatorem Île-de-France, a później Soissons.
Syn François Jean i wnuk Victor Marie także zostali marszałkami Francji. Młodszy syn César osiągnął godność kardynała.
Pozostawił pamiętniki Mémoires du maréchal d’Estrées sur la régence de Marie de Médicis (1610–1616) et sur celle d’Anne d’Autriche (1643–1650) (wyd. Paryż 1910).